# HIDEKI RECITAL - 秋ドラマチック
『HIDEKI RECITAL - 秋ドラマチック』（ヒデキ・リサイタル あきドラマチック）は、1983年2月5日に発売された西城秀樹のライブ・アルバム。

## 内容
- 1982年11月21日に日本武道館において開催された、第9回コンサート「HIDEKI RECITAL - 秋ドラマチック」の模様が収録されている。
- 「ラブ・イズ・オーバー」は欧陽菲菲のカバーであるが、1983年のヒットチャート入りを果す以前に、このライブにて取り上げられている。

## 収録曲
SIDE A
1. 愛と哀しみのボレロ（Les Uns et les Autres）(インストゥメンタル)
作曲：M. Legrand　編曲：前田憲男
2. ライムライト（Limelight）
作詞・作曲：Chaplin　訳詞：万里村ゆき子　編曲：小六禮次郎
3. やさしさとして想い出として
作詞・作曲：山木康世　編曲：斉藤泉一
（ふきのとうのカバー）
4. カサブランカ（Casablanca）
作詞・作曲：B. Higgins, S. Limbo, J. Healy　訳詞：あまがいりゅうじ　編曲：前田憲男
（バーティ・ヒギンズ（英語版）のカバー）
5. 素直になれなくて（Hard to Say I'm sorry）
作詞・作曲：P. Cetera, D. Foster　訳詞：万里村ゆき子　編曲：前田憲男
（シカゴのカバー）

SIDE B
1. ラブ・イズ・オーバー
作詞・作曲：伊藤薫　編曲：前田憲男
（欧陽菲菲のカバー）
2. 潮騒
作詞・作曲：五輪真弓　編曲：前田憲男
3. 漂流者たち
作詞・作曲：石坂まさを　編曲：前田憲男
4. 時代
作詞・作曲：中島みゆき　編曲：小六禮次郎